# Paulo Coelho
Paulo Coelho de Souza, noto come Paulo Coelho (/ˈpawlu kuˈeʎu/; Rio de Janeiro, 24 agosto 1947) è uno scrittore, poeta e blogger brasiliano.

## Biografia
Nato a Rio de Janeiro il 24 agosto 1947 da una famiglia borghese di origini portoghesi, residente nel quartiere residenziale di Botafogo, Coelho sin da giovanissimo mostra una vocazione artistica. Iscritto alla Scuola Gesuita San Ferdinando, mal ne sopporta le regole, soprattutto l'imposizione della preghiera, pur scoprendo qui la propria vocazione letteraria: il suo primo premio letterario lo vinse infatti con un concorso scolastico di poesia.
Il suo rifiuto per ogni regola di comportamento che gli viene imposta lo porta a vivere enormi contrasti con i genitori, soprattutto con la madre. Sono loro che lo fanno ricoverare in un ospedale psichiatrico nel 1965 e nel 1966, convinti che le ribellioni del figlio siano da imputare a una malattia mentale. In un successivo ricovero, nel 1967, lo scrittore viene sottoposto a elettroshock in quanto, egli narra, era sua intenzione avvicinarsi al teatro, allora reputato dalla borghesia brasiliana come una fucina di perversioni ed immoralità.
Dopo un breve periodo in cui si dedica agli studi di economia, per assecondare i voleri del padre, nel 1970 li abbandona per poi partire, nei successivi due anni, alla scoperta del mondo per soddisfare il bisogno di esperienze (complice la sua completa immersione nella cultura hippie del periodo) ma soprattutto per evitare il rischio di venire nuovamente internato.

### L'incontro con Raul Seixas
Nel 1971 conosce Raul Seixas, poeta e cantante ribelle, delle cui tre opere pubblicate tra il 1973 e il 1976 scriverà le presentazioni.
Come lui stesso riferisce, comincia in questi anni a dedicarsi alle arti magiche, spinto dall'angoscia esistenziale e dalla prospettiva infelice «che un giorno tutto sarebbe finito». Sedotto dalla possibilità di fabbricare un elisir di lunga vita che gli consentisse di prolungare la propria esistenza, si profonde nello studio dell'alchimia, che si rivela tuttavia infruttuoso.
(Paulo Coelho, dalla prefazione de L'Alchimista, 1988)
Con Seixas, intanto, si era unito alla Società Alternativa, organizzazione anticapitalista dedita anche a pratiche di magia nera, pubblicando una serie di strisce satiriche a fumetti; questo lo porterà, nel 1974, ad essere arrestato dalla dittatura brasiliana, come sovversivo. Dopo l'incarcerazione ufficiale, Coelho ne subisce una ufficiosa: sequestrato dai militari, viene trattenuto in una caserma e qui torturato per vari giorni, fino a quando non riesce a convincerli di essere pazzo, e viene pertanto liberato.
Profondamente segnato da quest'esperienza, abbandonerà l'attivismo politico e partirà nel 1977 con la prima moglie, per Londra. Vi resterà un solo anno, per poi tornare in Brasile, dove trova un lavoro provvisorio presso la Polygram, finendo per divorziare. Per breve tempo resta sentimentalmente legato all'attrice Renata Sorrah. Nel 1979 incontra una sua vecchia amica, Christina Oiticica, destinata a diventare la sua seconda moglie.

### La conversione
Successivamente, nel 1981, nei Paesi Bassi venne in contatto con un maestro spirituale, da lui denominato "J", che cambia la sua vita e lo riconduce alla religione cristiana. Grazie a lui, nel libro Il Cammino di Santiago afferma di essere diventato membro di un gruppo cattolico denominato RAM (Regnus Agnus Mundi), con "J" come suo Maestro. L'esistenza del gruppo e il nome latino sono tuttavia incerti poiché i suoi libri ne sono l'unica fonte.
Sotto la guida di un esponente del gruppo di RAM intraprende quindi nel 1986 il Cammino di Santiago, un pellegrinaggio il cui percorso risale al Medioevo.

### La produzione letteraria

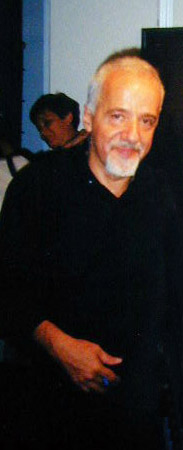
Paulo Coelho a Milano, nel 2000, alla presentazione di Veronika decide di morire

Nel 1982 pubblica a sue spese Arquivos do Inferno, ma riscuote poco successo sul mercato. Nel 1986 pubblica Manual pratico do Vampirismo ma lo fece ritirare dal mercato poco dopo perché lo considerò scritto male e di bassa qualità.
Nel 1987 pubblica il suo primo libro sul suo pellegrinaggio verso Santiago, O diario de um mago, edito in Italia nel 2001 con il titolo Il Cammino di Santiago. In questo libro si trovano le prime tracce di quello che sarà il tema ricorrente della sua produzione: «lo straordinario risiede nel cammino delle persone comuni». Il successo del libro lo spingerà a scrivere L'alchimista, la sua opera di maggior successo. Il libro vende appena 900 copie nella sua prima edizione, per poi esplodere nel 1990, raggiungendo 100 milioni di copie vendute nel mondo; L'alchimista è stato finora il libro di maggior successo mai scritto in lingua portoghese, giungendo anche ad essere inserito nel Guinness dei primati.
Segue nel 1990 la pubblicazione di Brida, nel 1991 de Il dono supremo, opera ispirata da un testo di Henry Drummond, e nel 1992 de Le Valchirie, racconto autobiografico di un viaggio nel deserto statunitense del Mojave, ma tradotti postumi in Italia.
Nel 1994 Coelho pubblicherà Sulla sponda del fiume Piedra mi sono seduta e ho pianto; nel 1996 seguirà Monte cinque; nel 1997 sarà la volta di Manuale del guerriero della luce, una raccolta di pensieri filosofici estrapolati dai suoi precedenti lavori.
Con Veronika decide di morire (1998) e Il diavolo e la signorina Prym (2000) chiuderà la trilogia e nel settimo giorno... iniziata con Sulla sponda del fiume Piedra mi sono seduta e ho pianto (1994); i tre libri parlano di una settimana nella vita di tre persone comuni, costrette a confrontarsi con l'amore, la morte e il potere in questo breve lasso di tempo e a dover decidere del futuro della propria vita.
Nel 2000 sarà la volta de Le confessioni del pellegrino, a cui seguirà Undici minuti (2003). Il 2005 è l'anno de Lo Zahir, un grande successo editoriale. Il 2006 è l'anno di Sono come il fiume che scorre; Pensieri e riflessioni 1998-2005 (2006) è una raccolta di aneddoti, idee e auto-riflessioni che lo scrittore compie traendo spunto dal suo ricco corpus letterario. Nel 2006 viene anche pubblicato Sfide-Agenda 2007, un'agenda dove all'interno è possibile trovare giorno per giorno le citazioni più belle di Coelho. Le sue opere, pubblicate in più di centocinquanta paesi e tradotte in 81 lingue, hanno venduto oltre 200 milioni di copie nel mondo.
All'inizio di maggio del 2007 viene pubblicato in Italia La strega di Portobello (A bruxa de Portobello). Quest'ultimo libro racconta la storia di Athena, narrata da più voci raccolte dall'autore brasiliano. Il 24 settembre 2008 viene pubblicato in Italia Brida (Brida), risalente in realtà al 1990, ma mai tradotto prima. Il 2009 è l'anno di Il vincitore è solo. Il 2010 è l'anno de Le valchirie, risalente in realtà al 1992, ma anch'esso mai tradotto prima. Il 2011 è l'anno di Aleph, il 2012 di Il manoscritto ritrovato ad Accra e il 2014 di Adulterio. Dal 2016 le sue opere sono edite in Italia da La nave di Teseo, presso cui sono usciti La spia (2016), Il cammino dell'arco (2017) e il romanzo autobiografico Hippie (2018).

## Premi internazionali
- Guinness World Record for the Most Translated Author for the same book -The Alchemist- (2009)
- The Best International Writer Award from the ELLE Awards (Spain, 2008)
- Special Counsellor for Intercultural Dialogues and Spiritual Convergences by UNESCO (2007)
- EMPiK's Ace for The Witch of Portobello. The award for the best selling book in the foreign literature during 2007 (Poland)
- Distinction of Honour from the City of Odense (Hans Christian Andersen Award) (Denmark 2007)
- United Nations Messenger of Peace (September 2007)
- Las Pergolas Prize 2006 by the Association of Mexican Booksellers (ALMAC) (Mexico 2006)
- Platin Book Award for The Alchemist by Austria’s book sellers (Austria 2006)
- "I Premio Álava en el Corazón" (Spain 2006)
- “Wilbur Award”, presented by the Religion Communicators Council (USA 2006)
- Kiklop Literary Award for The Zahir in the category "Hit of the Year" (Croatia 2006)
- DirectGroup International Author Award (Germany 2005)
- "Goldene Feder Award" (Germany 2005)
- "The Budapest Prize" (Hungary 2005)
- "Order of Honour of Ukraine" (Ukraine 2004)
- "Order of St. Sophia" for contribution to revival of science and culture (Ukraine 2004)
- "Nielsen Gold Book Award" for The Alchemist (UK 2004)
- "Ex Libris Award" for Eleven Minutes (Serbia 2004)
- Golden Bestseller Prize from the largest circulation daily "Večernje Novosti" (Serbia 2004)
- Guinness World Record for the Most Translations (53) of a Single Title -The Alchemist- signed in One Sitting (45 minutes) (Frankfurt Book Fair, 2003)
- "Best Fiction Corine International Award 2002" for The Alchemist (Germany 2002)
- "Club of Budapest Planetary Arts Award 2002" as a recognition of his literary work (Germany 2002)
- "Bambi 2001 Award" (Germany 2001)
- "XXIII Premio Internazionale Fregene" (Italy 2001)
- "Crystal Mirror Award" (Poland 2000)
- "Chevalier de l'Ordre National de la Légion d'Honneur" (France 1999)
- "Crystal Award" World Economic Forum (1999)
- "Golden Medal of Galicia" (Spain 1999)
- Finalist for the "International IMPAC Literary Award" (Ireland 1997 and 2000)
- "Comendador de Ordem do Rio Branco" (Brazil 1998)
- "Golden Book" (Jugoslavia 1995, 1996, 1997, 1998, 1999, 2000 and 2004)
- "Super Grinzane Cavour Book Award" (Italy 1996)
- "Flaiano International Award" (Italy 1996)
- "Knight of Arts and Letters" (France 1996)
- "Grand Prix Litteraire Elle" (France 1995)

### Messaggero della pace
Nel settembre 2007 l'ONU ha nominato Paulo Coelho come il nuovo «messaggero della pace», a fianco della principessa giordana Haya, del maestro argentino-israeliano Daniel Barenboim e della violinista giapponese Midori Gotō. L'annuncio è stato fatto durante la cerimonia di commemorazione della Giornata internazionale della pace nella sede dell'ONU a New York. Coelho ha detto: «Accetto questa meravigliosa responsabilità e mi prefiggo di fare il massimo per migliorare questa e la prossima generazione».

## In televisione
- Coelho è stato testimonial di uno spot televisivo della serie notebook HP.[15]

- Ha partecipato inoltre alla prima puntata della telenovela Eterna Magia nel 2007.

## Opere tradotte in italiano
- O Diário de um Mago, Rio de Janeiro, Rocco, 1987.

Il Cammino di Santiago, Milano, Bompiani, 2001. ISBN 88-452-4847-X; con DVD Paulo Coelho si racconta sul cammino di Santiago, Milano, Bompiani, 2004. ISBN 88-452-3310-3.
Il cammino di Santiago, Milano, La nave di Teseo, 2018 ISBN 9788893446068
- O Alquimista, Rio de Janeiro, Rocco, 1988.

L'alchimista, Milano, Bompiani, 1995. ISBN 88-452-2657-3; con le illustrazioni di Moebius, 1995.ISBN 88-452-2867-3; edizione speciale per celebrare i 20 anni dalla prima pubblicazione dell'Alchimista, 2008. ISBN 978-88-452-6188-6.
L'alchimista, Milano, La nave di Teseo, 2017. ISBN 978-8893443029
- Brida, Rio de Janeiro, Rocco, 1990.

Brida, Milano, Bompiani, 2008. ISBN 978-88-452-6170-1.
- O Dom Supremo, Rio de Janeiro, Rocco, 1991.

Henry Drummond, il dono supremo, Milano, Bompiani, 2007. ISBN 978-88-452-5986-9.
- As Valkírias, Rio de Janeiro, Rocco, 1992.

Le valchirie, Milano, Romanzo Bompiani, 2010. ISBN 978-88-452-6580-8.
Le Valchirie, Milano, La nave di Teseo, 2018. ISBN 978-8893444750
- Na Margem do Rio Pedra Eu Sentei e Chorei, Rio de Janeiro, Rocco, 1994.

Sulla sponda del fiume Piedra mi sono seduta e ho pianto, Milano, Bompiani, 1996. ISBN 88-452-2904-1.
Sulla sponda del fiume Piedra mi sono seduta e ho pianto, Milano, La nave di Teseo, 2017. ISBN 978-8893443104
- O Monte Cinco, Rio de Janeiro, Objetiva, 1996.

Monte Cinque, Milano, Bompiani, 1998. ISBN 88-452-3589-0.
Monte cinque, Milano, La nave di Teseo, 2018. ISBN 978-8893444774
- O Manual do Guerreiro da Luz, Rio de Janeiro, Objetiva, 1997.

Manuale del guerriero della luce, Milano, Bompiani, 1997. ISBN 88-452-3183-6.
Manuale del guerriero della luce, Milano, La nave di Teseo, 2017. ISBN 978-8893443067
- Veronika decide morrer, Rio de Janeiro, Objetiva, 1998.

Veronika decide di morire, Milano, Bompiani, 1999. ISBN 88-452-4159-9.
- O Demônio e a Srta. Prym, Rio de Janeiro, Objetiva, 2000.

Il diavolo e la signorina Prym, Milano, Bompiani, 2000. ISBN 88-452-4700-7.
Il diavolo e la signorina Prym, Milano, La nave di Teseo, 2017. ISBN 978-8893443227
- Onze minutos, Rio de Janeiro, Rocco, 2003.

Undici minuti, Milano, Bompiani, 2003. ISBN 88-452-5471-2.
- Life: aforismi sulla vita, Milano, Bompiani, 2004. ISBN 88-452-3274-3.
- Viaggi. Diario giornaliero, Milano, Bompiani, 2004. ISBN 88-452-3275-1.
- O Zahir, Rio de Janeiro, Rocco, 2005.

Lo Zahir, Milano, Bompiani, 2005. ISBN 88-452-3424-X.
Lo Zahir, Milano, La nave di Teseo, 2017. ISBN 978-8893443180
- Alchimia. Agenda (2005)
- Ser como um rio que flui, Rio de Janeiro, Agir, 2006.

Sono come il fiume che scorre. [Pensieri e riflessioni 1998-2005], Milano, Bompiani, 2006. ISBN 88-452-5659-6.
Come il fiume che scorre, Milano, La nave di Teseo, 2018. ISBN 978-8893444798
- Sfide - Agenda 2007 (2006)
- A Bruxa de Portobello, São Paulo, Planeta, 2006.

La strega di Portobello, Milano, Bompiani, 2007. ISBN 978-88-452-5888-6.
- Enigma 2008 (2007)

Enigma. Agenda 2008
- Alegria 2009 (2008)

Gioia. Agenda 2009, Milano, Bompiani, 2009. ISBN 978-88-452-6126-8.
- O vencedor está só (2008)

Il vincitore è solo, Milano, Romanzo Bompiani, 2009. ISBN 978-88-452-6279-1.
- Inspiraçao 2010 (2009)

Ispirazioni. Agenda 2010, Milano, Bompiani, 2009. ISBN 978-88-452-6305-7.
- Love

Amore, Milano, Bompiani, 2010. ISBN 978-88-452-6402-3.
- Sabedoria 2011

Saggezza. Agenda 2011, Milano, Bompiani, 2011. ISBN 978-88-452-6527-3.
- O Aleph, Rio de Janeiro, Editora Sextante, 2010.

Aleph, Milano, Romanzo Bompiani, 2011. ISBN 978-88-452-6818-2
Aleph, Milano, La nave di Teseo, 2017. ISBN 978-8893443142
- Manuscrito encontrado em Accra, Rio de Janeiro, Editora Sextante, 2012.

Il manoscritto ritrovato ad Accra, Milano, Bompiani, 2012. ISBN 978-88-452-7186-1
Il manoscritto ritrovato ad Accra, Milano, La nave di Teseo, 2018. ISBN 978-8893444811
- Adultério, Rio de Janeiro, Editora Sextante, 2014.

Adulterio, Milano, Bompiani, 2014. ISBN 978-88-452-7692-7.
- A Espiã, Pergaminho, 2016

La spia, La nave di Teseo, 2016. ISBN 978-88-934-4100-1
- Amicizia. Agenda 2017, Milano, La nave di Teseo, 2016. ISBN 9788893440172
- Libertà. Agenda 2018, Milano, La nave di Teseo, 2017. ISBN 9788893441810

- O caminho do arco, 2011

Il cammino dell'arco, Milano, La nave di Teseo, 2017. ISBN 978-8893442947
- Hippie, Paralela, 2018

Hippie, Milano, La nave di Teseo, 2018. ISBN 9788893446013
- Cammini. Agenda 2019, Milano, La nave di Teseo, 2018. ISBN 9788893445535